# Tistelnätstinkfly
Tistelnätstinkfly (Tingis cardui) är en insektsart som först beskrevs av Carl von Linné 1758.  Tistelnätstinkfly ingår i släktet Tingis och familjen nätskinnbaggar. Arten är reproducerande i Sverige. Inga underarter finns listade i Catalogue of Life.

## Bildgalleri

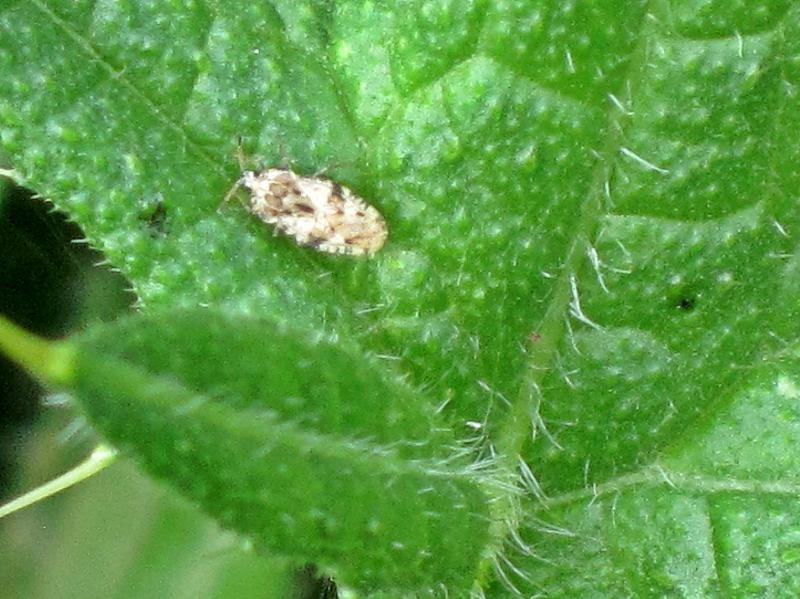
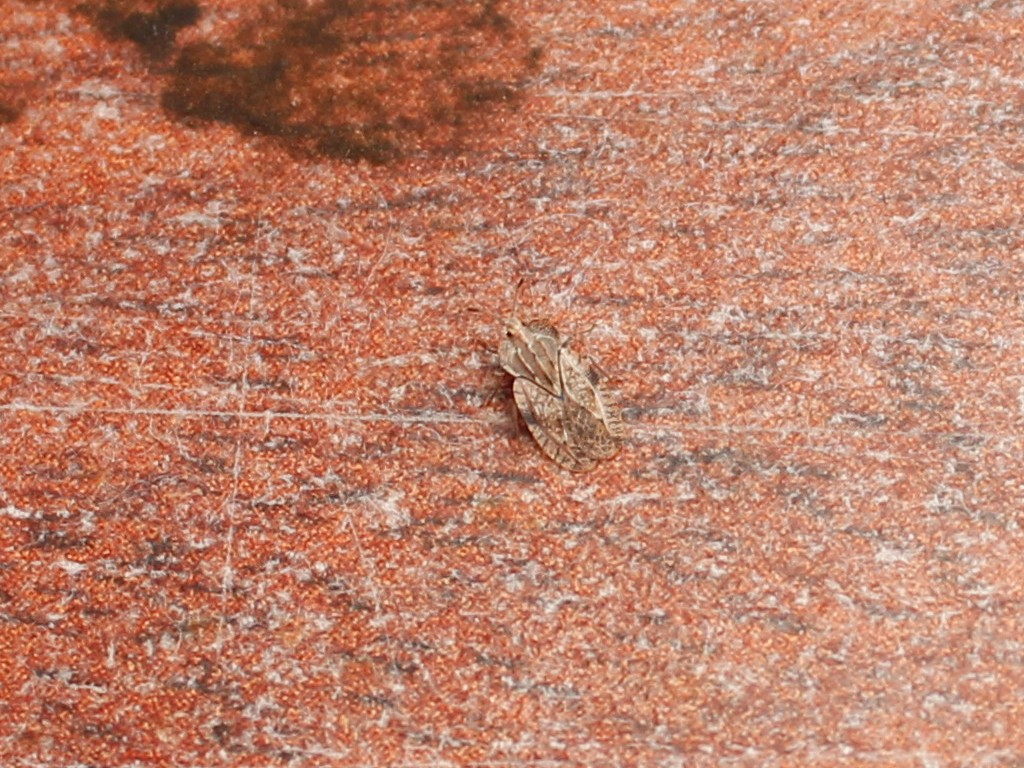
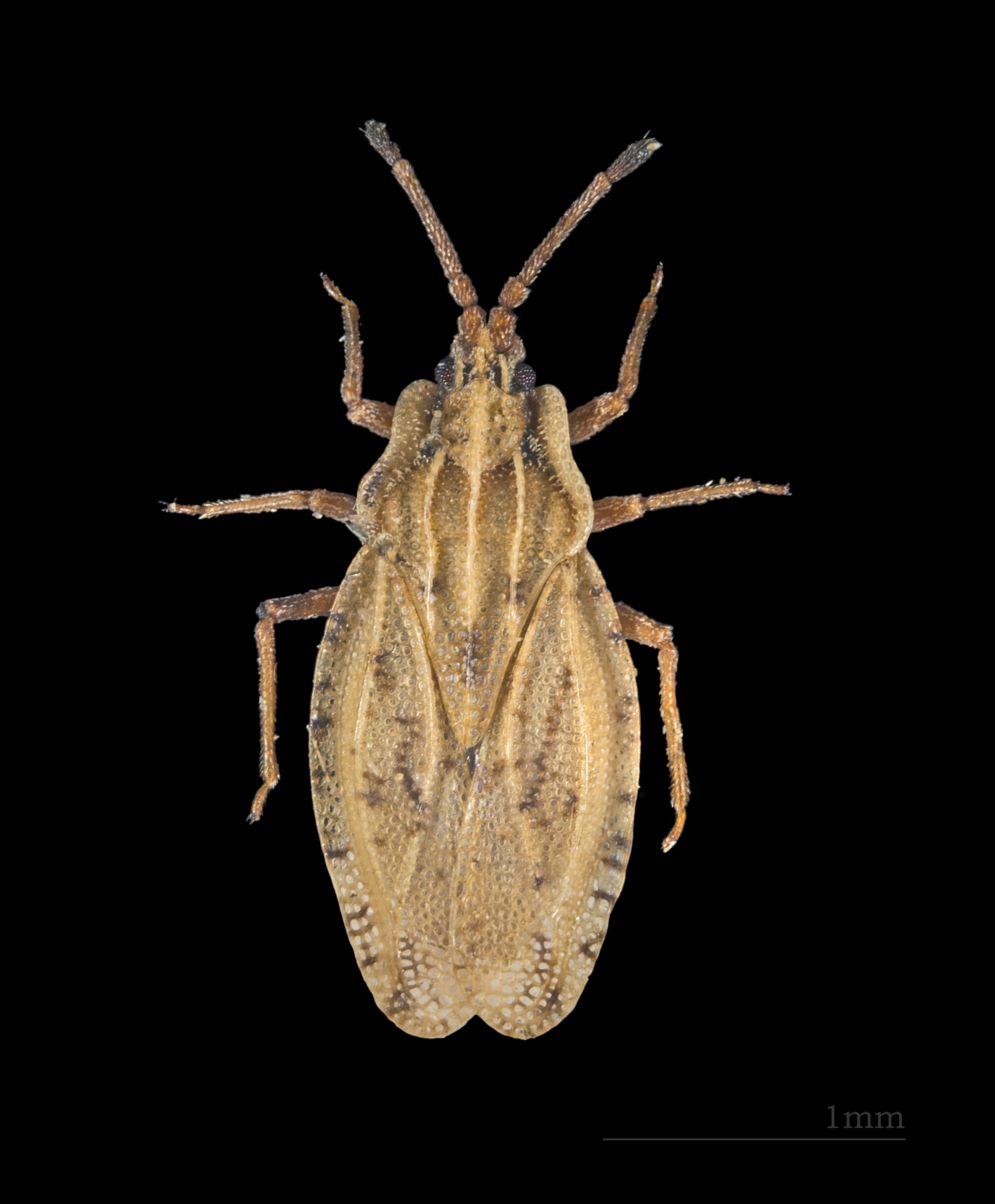
Tingis (Tingis) auriculata